# Teofil Łeontij
Teofil Łeontij – ukraiński działacz społeczny, polityk emigracyjny, w latach 1974–1980 premier rządu Ukraińskiej Republiki Ludowej na emigracji.

## Literatura
- Andrzej Chojnowski, Jacek Bruski - "Ukraina", Warszawa 2006, ISBN 978-83-7436-039-5